# استفان استایکوف
استفان استایکوف (بلغاری: Стефан Гeopгиeв Стайков؛ زادهٔ ۳ اکتبر ۱۹۴۹) بازیکن فوتبال اهل بلغارستان است.
از باشگاه‌هایی که در آن بازی کرده‌است می‌توان به باشگاه فوتبال لیتکس لووچ و باشگاه فوتبال لفسکی صوفیه اشاره کرد.
وی همچنین در تیم ملی فوتبال بلغارستان بازی کرده‌است.